# Giro del Belgio 1959
Il Giro del Belgio 1959, quarantatreesima edizione della corsa, si svolse in quattro tappe tra il 15 e il 18 maggio 1959, per un percorso totale di 898 km e fu vinto dal belga Armand Desmet.

## Tappe
| Tappa  | Data     | Percorso             | km  | Vincitore di tappa | Leader cl. generale |
| ------ | -------- | -------------------- | --- | ------------------ | ------------------- |
| 1ª-1ª  | 4 maggio | Bruxelles > Mouscron | 105 | Willy Vannitsen    |                     |
| 1ª-2ª  | 4 maggio | Mouscron > Charleroi | 133 | Roger Molenaers    |                     |
| 2ª     | 5 maggio | Charleroi > Bouillon | 219 | Kamiel Buysse      |                     |
| 3ª     | 6 maggio | Bouillon > Verviers  | 207 | Eddy Pauwels       |                     |
| 4ª     | 7 maggio | Verviers > Bruxelles | 234 | Joseph Bosmans     | Armand Desmet       |
| Totale | Totale   | Totale               | 898 |                    |                     |

## Dettagli delle tappe

### 1ª tappa-1ª semitappa
- 4 maggio: Bruxelles > Mouscron – 105 km

Risultati
| Pos. | Corridore       | Squadra         | Tempo    |
| ---- | --------------- | --------------- | -------- |
| 1    | Willy Vannitsen | Ghigi-Ganna     | 2h41'50" |
| 2    | Gilbert Desmet  | Faema-Guerra    | s.t.     |
| 3    | Lode Anthonis   | Vedette-Verveer | s.t.     |

### 1ª tappa-2ª semitappa
- 4 maggio: Mouscron > Charleroi – 133 km

Risultati
| Pos. | Corridore           | Squadra      | Tempo    |
| ---- | ------------------- | ------------ | -------- |
| 1    | Roger Molenaers     | Ghigi-Ganna  | 3h05'35" |
| 2    | Joseph Schils       | Faema-Guerra | a 42"    |
| 3    | Martin Vangeneugden | Ghigi-Ganna  | s.t.     |

### 2ª tappa
- 5 maggio: Charleroi > Bouillon – 219 km

Risultati
| Pos. | Corridore      | Squadra      | Tempo    |
| ---- | -------------- | ------------ | -------- |
| 1    | Kamiel Buysse  | Peugeot      | 6h04'56" |
| 2    | Jan Van Gompel | Libertas     | s.t.     |
| 3    | Victor Wartel  | Groene Leeuw | s.t.     |

### 3ª tappa
- 6 maggio: Bouillon > Verviers – 207 km

Risultati
| Pos. | Corridore     | Squadra  | Tempo    |
| ---- | ------------- | -------- | -------- |
| 1    | Eddy Pauwels  | Flandria | 5h54'42" |
| 2    | Kamiel Buysse | Peugeot  | a 2"     |
| 3    | Willy Butzen  | Flandria | a 8"     |

### 4ª tappa
- 7 maggio: Verviers > Bruxelles – 234 km

Risultati
| Pos. | Corridore      | Squadra      | Tempo    |
| ---- | -------------- | ------------ | -------- |
| 1    | Joseph Bosmans | Groene Leeuw | 6h47'40" |
| 2    | Marcel Buys    | Libertas     | a 15"    |
| 3    | Jozef Sels     | De Visscher  | a 30"    |

## Classifiche finali

### Classifica generale
| Pos. | Corridore               | Squadra      | Tempo     |
| ---- | ----------------------- | ------------ | --------- |
| 1    | Armand Desmet           | Groene Leeuw | 24h46'17" |
| 2    | Pieter Van Der Plaetsen | Groene Leeuw | a 15"     |
| 3    | Kamiel Buysse           | Peugeot      | a 2'43"   |
| 4    | Eddy Pauwels            | Flandria     | a 2'56"   |
| 5    | Martin Vangeneugden     | Ghigi-Ganna  | a 4'35"   |
| 6    | Jozef Schils            | Faema-Guerra | a 5'51"   |
| 7    | Piet van den Brekel     | Eroba        | a 6'52"   |
| 8    | Norbert Van Tieghem     | Flandria     | a 7'16"   |
| 9    | Raymond Vrancken        | Flandria     | a 8'37"   |
| 10   | Jan Van Gompel          | Libertas     | a 8'44"   |